# Franz Schlegelberger

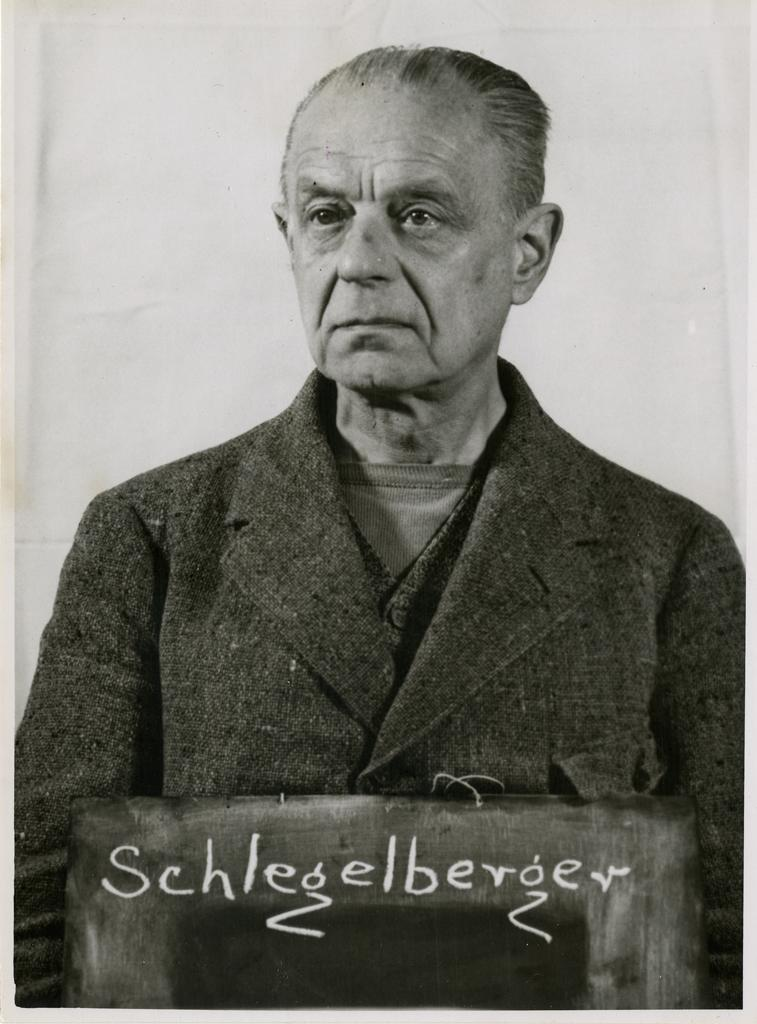
Schlegelberger in Nürnberg

Franz Schlegelberger (* 23. Oktober 1876 in Königsberg; † 14. Dezember 1970 in Flensburg) war ein deutscher Richter und Ministerialbeamter. Als Staatssekretär im Reichsjustizministerium und kommissarischer Justizminister in der Zeit des Nationalsozialismus war er der ranghöchste Angeklagte im Nürnberger Juristenprozess und wurde wegen Verschwörung und Verbrechen gegen die Menschlichkeit zu lebenslanger Haft verurteilt.

## Leben
Louis Rudolph Franz Schlegelberger war Sohn einer protestantischen Kaufmannsfamilie in Königsberg. Der Vater war als Getreidehandelskaufmann tätig. Seine Vorfahren (Balthasar Schlögelberger) waren Salzburger Exulanten und kamen im Zuge des Rétablissements 1731/32 nach Ostpreußen.

### Werdegang
Schlegelberger besuchte das Altstädtische Gymnasium in Königsberg, an dem er 1894 die Reifeprüfung ablegte. Er studierte an der Albertus-Universität Königsberg und 1895/96 an der Friedrich-Wilhelms-Universität zu Berlin Rechtswissenschaft. 1897 bestand er die erste juristische Staatsprüfung (ausreichend). In Königsberg erfolgte am 1. Dezember 1899 seine Promotion zum Doktor der Rechte. Am 9. Dezember 1901 bestand er am Kammergericht die Assessorprüfung (gut). Er wurde am 21. Dezember 1901 Gerichtsassessor beim Amtsgericht Königsberg, am 17. März 1902 Hilfsrichter am Landgericht Königsberg. Am 16. September 1904 wurde er Richter am Landgericht im masurischen Lyck. Er kam Anfang Mai 1908 an das Landgericht Berlin und wurde im selben Jahr als Hilfsrichter an das Kammergericht berufen. 1914 wurde er zum Kammergerichtsrat in Berlin ernannt, was er bis 1918 blieb. Während des Ersten Weltkriegs wurde Schlegelberger am 1. April 1918 Hilfsarbeiter im Reichsjustizamt. Am 1. Oktober 1918 erfolgte die Ernennung zum Geheimen Regierungsrat und Vortragenden Rat und 1927 die Ernennung zum Ministerialdirektor im Reichsjustizministerium. Schlegelberger lehrte seit 1922 an der juristischen Fakultät der Universität zu Berlin als Honorarprofessor. Am 10. Oktober 1931 wurde Schlegelberger zum Staatssekretär im Reichsjustizministerium unter Justizminister Curt Joël ernannt.

### Tätigkeit in der NS-Zeit

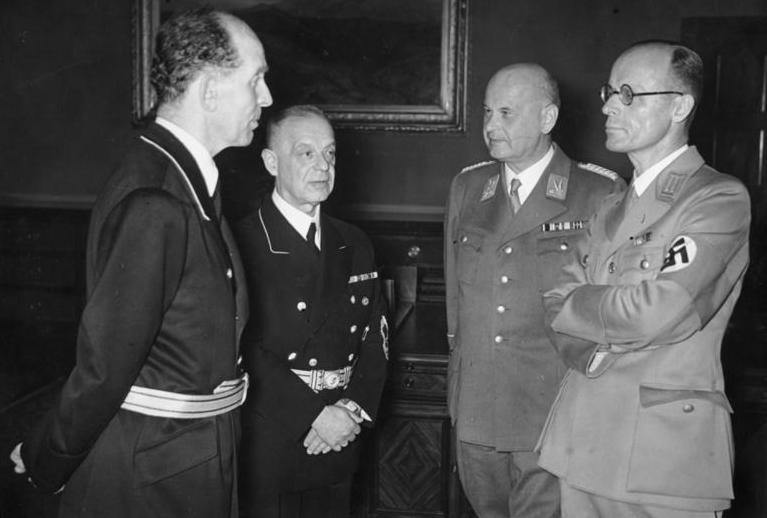
Freisler, Schlegelberger, Thierack und Rothenberger (1942)

#### Staatssekretär
Schlegelberger verblieb in der Zeit des Nationalsozialismus in seinem Amt als Staatssekretär bis zum Tod von Justizminister Gürtner im Jahr 1941. Schlegelberger war Mitglied der Akademie für Deutsches Recht. Aufgrund einer Verfügung Hitlers vom 30. Januar 1938 wurde Schlegelberger zusammen mit Staatssekretären anderer Ressorts in die Nationalsozialistische Deutsche Arbeiterpartei aufgenommen, nachdem bereits Justizminister Gürtner zum 30. Januar 1937 die Parteimitgliedschaft durch eine Kollektivverfügung verliehen worden war. Er unterschrieb in Vertretung des Reichsministers der Justiz mit dem Datum vom 29. März 1939 die Vierte Verordnung zur Ausführung des Reichsjagdgesetzes (Reichsgesetzblatt Teil I, S. 643), worin Artikel 6 regelte: „Im § 24 erhält der Absatz 1 folgende Fassung: ‚(1) Juden erhalten keinen Jagdschein‘.“

#### Kommissarischer Reichsminister
Nach Gürtners Tod am 29. Januar 1941 wurde Schlegelberger für die Jahre 1941 und 1942 kommissarischer Reichsminister der Justiz.
Am 23. und 24. April 1941 berief Schlegelberger eine Konferenz unter Teilnahme der höchsten Juristen des NS-Staates ein. Er selbst leitete diese Tagung. Sie diente der Information und Anweisung der Teilnehmer über bereits angelaufene, offiziell aber geheimgehaltene Praktiken der sog. „Euthanasie“ im Sinne der NS-Ideologie. Erst spät ist sie als Schlegelberger-Konferenz bekannt geworden und hat erst 12 Jahre nach der Abweisung der durch Fritz Bauer veranlassten Anschuldigungschrift zunehmend historische Bedeutung erlangt, dies gerade infolge und trotz des kläglichen Scheiterns eines rechtsstaatlichen Verfahrens in der BRD.(a)
Bereits 1939 war durch die Kanzlei des Führers zur Vorbereitung und Durchführung der „Vernichtung lebensunwerten Lebens“ als Tarnorganisation eine externe „Zentraldienststelle“ eingerichtet worden, die zunächst im Berliner Columbushaus untergebracht war, dann in einer angekauften Privatvilla an der Tiergartenstraße 4 in Berlin. Nach außen hin wurde sie je nach Tätigkeitsbereich unter verschiedenen Bezeichnungen aktiv, um Geheimhaltung zu erleichtern, Aufsehen zu vermeiden und das öffentliche Bewusstsein von der im Aufbau begriffenen industriellen Tötungsmaschinerie abzulenken. So erfolgte u. a. die Abwicklung der Personalkosten der Zentraldienststelle über eine „Gemeinnützige Stiftung für Anstaltspflege“. Gemeinnützigkeit sollte die finanzamtliche Überprüfung abschirmen. Die euphemistisch als „Euthanasie“ bezeichnete massenhafte Ermordung von Patienten wurde nach dem Zweiten Weltkrieg als Aktion T4 bekannt.(a)
Nach dem Krieg unterblieb die Aufarbeitung juristischer Aspekte der NS-Verbrechen weitgehend.(b) Die Autoren Klee(a) und Kramer griffen als erste nach Fritz Bauer die Rolle der Justiz wieder auf. Trotz Geheimhaltung wurden die verfolgten Strategien häufig schon während der NS-Diktatur enttarnt, was Proteste von kirchlicher und beamtlich-behördlicher Seite sowie schriftliche Beschwerden namhafter Personen in lokaler Nähe des Geschehens (z. B. Else von Löwis) zur Folge hatte. Sie führten dazu, dass die im Januar 1940 als erste eröffnete Tötungsanstalt, die in einem Waldgelände vor der Öffentlichkeit gut getarnte Tötungsanstalt Grafeneck in Württemberg ihre Tätigkeit am 10. Dezember 1940 wieder abbrechen musste. Klee wendet jedoch ein, dass die Aufgabe von Grafeneck beendet war, weil keine Patienten mehr zur Verfügung standen. Die Einbestellung der Juristen zur Schlegelberger-Konferenz war damit eine Facette der Absicherung der Maßnahmen zur Tötung Kranker und Unbequemer, die Vorbild für die nachfolgende Vernichtung von Juden, Sinti und Roma war.(b) (c) (b) Durch den Verlauf der Konferenz und das Schweigen der Teilnehmer erfuhr diese Praxis eine scheinbare Legitimierung.(a) Die Justiz hatte sich damit in ihren Spitzenvertretern dem totalitären Staat angepasst.
Eine bedeutende Rolle spielte Schlegelberger im Fall Ewald Schlitt sowie bei der Ermordung von Markus Luftglass. Luftglass, ein Hamburger Jude, war im Regierungsbezirk Kattowitz beim Hamstern großer Mengen von Eiern ertappt worden. Als am 20. Oktober 1941 in der Presse berichtet wurde, Luftglass sei von einem Kattowitzer Sondergericht in Bielitz zu zweieinhalb Jahren Gefängnis verurteilt worden, zeigte sich Adolf Hitler über das seiner Ansicht nach zu milde Urteil empört. Er diktierte seinem Adjutanten Julius Schaub einen Brief an den Chef der Reichskanzlei, Reichsminister Hans Heinrich Lammers, er wünsche die Todesstrafe. Lammers teilte dies dem damaligen Justizminister Schlegelberger in einem Brief vom 25. Oktober 1941 mit und bat ihn, „das Erforderliche zu veranlassen und über die getroffenen Maßnahmen zu berichten“. Vier Tage später meldete Schlegelberger an Lammers, dass er „Luftglass der Geheimen Staatspolizei zur Exekution überstellt habe“.
Mit dem damaligen Staatssekretär im Reichsjustizministerium Roland Freisler erarbeitete Schlegelberger die am 4. Dezember 1941 in Kraft getretene Polenstrafrechtsverordnung, die die Todesstrafe bei „deutschfeindlicher Gesinnung“ vorsah.(b) In einem Schreiben vom 5. April 1942 schlug er dem Chef der Reichskanzlei, Hans Heinrich Lammers, vor: „Den fortpflanzungsfähigen Halbjuden sollte die Wahl gelassen werden, sich der Unfruchtbarmachung zu unterziehen oder in gleicher Weise wie die Juden abgeschoben“,(d) also in die Vernichtungslager deportiert zu werden. In Schlegelbergers Amtszeit stieg die Zahl der Todesurteile stark an.
Hitler waren Schlegelbergers Vorstellungen einer „Vernichtungsjustiz“ dennoch zu milde. Am 20. August 1942 entließ er ihn wegen „mangelnder nationalsozialistischer Gesinnung“, überwies ihm aber eine Dotation in Höhe von 100.000 Reichsmark. Neuer Chef des Justizministeriums wurde der Präsident des Volksgerichtshofs Otto-Georg Thierack, alleiniger Staatssekretär Curt Rothenberger. Der bisherige Staatssekretär Roland Freisler folgte Thierack am Volksgerichtshof nach.
Hitler ließ Schlegelberger nicht ganz fallen. Im Jahr 1944 gewährte er ihm das Privileg, ein Gut zu kaufen, was sonst nur landwirtschaftlichen Fachleuten zugestanden wurde.

### Nach 1945

#### Strafverfahren
Im Nürnberger Juristenprozess war Schlegelberger einer der Hauptangeklagten. Er wurde wegen Verschwörung zur Begehung von Kriegsverbrechen und Verbrechen gegen die Menschlichkeit zu lebenslanger Haft verurteilt. In der Urteilsbegründung heißt es,

„daß Schlegelberger Hitlers Anmaßung bei der Machtergreifung unterstützte, über Tod und Leben zu entscheiden unter Mißachtung selbst des Scheins eines Gerichtsverfahrens. Durch seine Ermahnungen und Anweisungen trug Schlegelberger zur Zerstörung der richterlichen Unabhängigkeit bei. Seine Unterschrift unter dem Erlaß vom 7. Februar 1942 bürdete dem Justizministerium und den Gerichten die Verfolgung, Verhandlung und Verfügung über die Opfer von Hitlers Nacht- und Nebel-Erlass auf. Dafür muß in erster Linie er die Verantwortung tragen. Er war der Einrichtung und Unterstützung von Verfahren zu einer großangelegten Verfolgung von Juden und Polen schuldig. Seine Gedanken über die Juden waren weniger brutal als die seiner Kollegen. Aber man kann sie kaum als menschlich bezeichnen. Als das Problem der Endlösung der Judenfrage zur Erörterung stand, ergab sich die Frage, was mit den Halbjuden geschehen solle. Die Verschleppung der Volljuden nach dem Osten war damals in ganz Deutschland in vollem Gange. Schlegelberger wollte dieses System nicht auf Halbjuden ausdehnen.“

Ein Gnadengesuch für Schlegelberger lehnte der amerikanische Hohe Kommissar Anfang 1951 ab, gewährte aber, nach dem Paroleverfahren des US-amerikanischen Rechts, einstweilen eine krankheitsbedingte Haftverschonung unter jederzeit änderbaren Bedingungen. Dazu zählte auch das Verbot, sich geschäftlich oder schriftstellerisch zu betätigen. Schlegelberger veröffentlichte bereits 1952 wieder (siehe unten Werke). Im Jahr 1957 setzte der US-Botschafter die Strafe auf den verbüßten Teil herab.
Spätere Ermittlungen der deutschen Nachkriegsjustiz gegen Schlegelberger gestalteten sich schwierig, da der Vertrag zur Regelung aus Krieg und Besatzung entstandener Fragen vom 26. Mai 1952 (Überleitungsvertrag) in Artikel 3 Absatz 3 eine Verurteilung durch deutsche Gerichte für Straftaten, die bereits Gegenstand alliierter Verfahren gewesen waren, verbot. Da in Nürnberg der Fall Markus Luftglass nicht verhandelt worden war, leitete die Flensburger Staatsanwaltschaft im Dezember 1958 gegen Schlegelberger Ermittlungen wegen Mordverdachts im Fall Luftglass ein. Der nach damaligem Strafprozessrecht erforderliche Antrag auf Eröffnung der gerichtlichen Voruntersuchung wegen gemeinschaftlichen Mordes wurde vom Landgericht Flensburg durch Beschluss vom 14. April 1959 wegen Unzulässigkeit der Strafverfolgung nach § 180 StPO abgelehnt, wogegen die Staatsanwaltschaft sofortige Beschwerde einlegte, die offenbar erfolglos blieb.

#### Entnazifizierung
In Schleswig-Holstein war am 14. März 1951 ein Gesetz zur Beendigung der Entnazifizierung beschlossen und der CDU-Landtagsabgeordnete Dennhardt zum „Sonderbeauftragten für die Entnazifizierung“ bestellt worden, der Schlegelberger in die Kategorie V (Entlastete) einstufte.

#### Förmliches Dienststrafverfahren/Disziplinarverfahren
Im Jahr 1953 wurde die Notwendigkeit der Einleitung eines förmlichen Dienststrafverfahrens nach der Reichsdienststrafordnung vom Bundesministerium des Innern (BMI) geprüft, aber verneint. Die zuständige oberste Landesbehörde habe erklärt, dass keine Tatsachen bekannt seien, die für ein Disziplinarverfahren von Bedeutung sein könnten. Dem BMI soll damals – nach eigener Angabe – die Veröffentlichung des Zentral-Justizamtes für die britische Zone über das Urteil des Militärgerichtshofs III vom Dezember 1947 im Nürnberger Juristenprozess nicht bekannt gewesen sein.

#### Versorgungsbezüge
Schlegelberger erhielt auf seinen Antrag ab dem 1. April 1951 Ruhegehalt nach dem Gesetz zur Regelung der Rechtsverhältnisse der unter Artikel 131 des Grundgesetzes fallenden Personen (G 131) da weder das Entnazifizierungsverfahren noch ein mögliches  Dienststrafverfahren zu einer Beendigung des Dienstverhältnisses unter Verlust des Versorgungsanspruchs geführt hatte.
Das Ruhegehalt soll sich nach „Besoldungsgruppe B 2 der Reichsbesoldungsordnung von 1927“ bemessen haben. Die Besoldungsgruppe 2 der Reichsbesoldungsordnung B war aber 1930 gestrichen worden, weil sie vormals Reichsministern zustand, für die seitdem das Reichsministergesetz galt. Staatssekretäre waren in Besoldungsgruppe 3 eingestuft. Schlegelbergers monatliche Bruttobezüge von 2894,08 DM im Jahr 1959 entsprachen offenbar dem damaligen Ruhegehalt eines Staatssekretärs im Bundesdienst von bis zu 75 Prozent der Besoldungsgruppe 11 der Bundesbesoldungsordnung B (3.645 DM Grundgehalt nebst Ortszuschlag).
Im September 1957 wurde der Kreis der ausgeschlossenen Personen erweitert um solche, „die durch ihr Verhalten während der Herrschaft des Nationalsozialismus gegen die Grundsätze der Menschlichkeit oder Rechtsstaatlichkeit verstoßen haben“. Nach einem Hinweis von Bundesseite im April 1959 stellte das Finanzministerium des Landes Schleswig-Holstein, das die Zahlungen für Rechnung des Bundes leistete, durch Bescheid vom 3. September 1959 fest, dass Schlegelberger die Versorgung wegen Verstoßes gegen die Grundsätze der Rechtsstaatlichkeit nicht zustehe. Schlegelberger klagte dagegen vor dem Verwaltungsgericht und war in erster Instanz erfolgreich, unterlag aber in zweiter Instanz vor dem Oberverwaltungsgericht Lüneburg. Für dieses Verfahren hatte Konrad Redeker als Prozessbevollmächtigter des Landes umfangreiche Archivrecherchen zu Schlegelbergers Verhalten in der NS-Zeit durchgeführt.
Schlegelberger legte Revision zum Bundesverwaltungsgericht ein und erreichte im Oktober 1966 einen Vergleich. Damit verzichtete er auf beamtenrechtliche Versorgung, erhielt aber, über die Nachversicherung in der gesetzlichen Rentenversicherung gemäß § 72 G 131 hinaus, einen Zuschlag von 25 Prozent zur Rente, die damit etwa 600 Mark betrug. Er trug die Gerichtskosten, während die außergerichtlichen Kosten, also die Anwaltsgebühren, jede Prozesspartei selbst tragen musste. Von Alten legt dar, dass der Vergleich schon rechtlich nicht haltbar war, weil jegliche Rechtsgrundlage für den Zuschlag von 25 % auf die Rentenbezüge fehlte, was den Beteiligten bewusst gewesen sei. Der schleswig-holsteinische Ministerpräsident Lemke, dessen Kabinett Schlegelbergers Sohn Hartwig angehörte, soll sich im Vorfeld gegenüber Bundesinnenminister Lücke „für einen vertretbaren Abschluss des Verfahrens“ eingesetzt haben.
Arne Wulff behauptete 1991 in seiner Schlegelberger-Biographie, die 1959 erschienene Neuauflage von Schlegelbergers 1928 erstveröffentlichter Schrift Zur Rationalisierung der Gesetzgebung, in der er die parlamentarische Kontrolle der Verwaltung attackierte,(b) sei der Auslöser dafür gewesen, dass er „von dieser Zeit an einen ... Kampf um seine Pension“ habe führen müssen. Hans Wrobel stuft diese These als Beispiel für die sympathisierende Distanzlosigkeit zur Person Schlegelbergers ein, die für Wulffs Dissertation charakteristisch sei.

### Kontinuität zugeschriebener Positionen
Es kann als Kontinuität der ihm im Dritten Reich zugeschriebenen Position angesehen werden, dass Schlegelberger bereits im Januar 1951 wegen Haftunfähigkeit aus dem Kriegsverbrechergefängnis Landsberg entlassen wurde(a) und danach jahrelang eine hohe Pension bezog (2894 Deutsche Mark entsprachen mehr als dem Fünffachen des damaligen Durchschnittseinkommens von 535 Mark), obwohl die Verurteilung ausdrücklich nicht aufgehoben worden war. 

## Familie
Schlegelbergers Sohn Günther Schlegelberger wurde im Auswärtigen Dienst Generalkonsul in Japan und Botschafter in Panama. Sein Bruder Hartwig Schlegelberger, der in der NS-Zeit als Marinerichter an mehreren Todesurteilen beteiligt war, wurde nach dem Krieg Mitglied der CDU Schleswig-Holstein und Landrat im Kreis Flensburg-Land,(c) Abgeordneter im Landtag Schleswig-Holstein und langjähriger Innenminister Schleswig-Holsteins.

## Werke
- Das Landarbeiterrecht. Darstellung des privaten und öffentlichen Rechts der Landarbeiter in Preußen. C. Heymann, Berlin 1907.
- Kriegsbuch. Die Kriegsgesetze mit der amtlichen Begründung und der gesamten Rechtsprechung und Rechtslehre. Sämtliche Kriegsgesetze und Kriegsverordnungen des Bundesrats und des Reichskanzlers und amtliche Begründung nebst den wesentlichsten Ausführungsbestimmungen sowie der gesamte Stoff, der durch Rechtsprechung und Rechtslehre beigebracht ist. Systematische Ordnung: Sonderrecht der Kriegsteilnehmer, Geltendmachung von Ansprüchen während der Kriegszeit, Finanzgesetze, Vergeltungsmaßregeln, Heeresversorgung, Verkehrsbeschränkungen, etc. Vahlen, Berlin 1918 (mit Georg Güthe)
- Freiwillige Gerichtsbarkeit. Heft 43, Industrieverlag Spaeth & Linde, Berlin 1935, 22 Seiten. Aus der Studienanweisung am Anfang der Sammlung: „Die Aufgabe dieses Werkes besteht darin, den deutschen Beamten Sinn und Wesen des nationalsozialistischen Staates nahe zu bringen und ihm praktisch dabei zu helfen, seine vielseitigen Obliegenheiten und Pflichten aus nationalsozialistischem Geist heraus zu erfüllen. Das Werk will nicht nur gelesen, sondern Seite für Seite, Kapitel für Kapitel durchgearbeitet werden, so daß sein Inhalt ganz in den geistigen und gefühlsmäßigen Besitz dessen übergeht, der sich diesem Studium unterzieht.“ – Aus dem Geleitwort von Reichsinnenminister Wilhelm Frick: „Das Werk hat, wie mir berichtet wird, bei den deutschen Beamten und Behördenangestellten vollen Anklang gefunden und ist von allen Seiten mit Recht als ein hervorragendes Schulungsmittel bezeichnet worden. Ich wünsche dem Werk, das eine große Anzahl führender Parteigenossen zu seinen Mitarbeitern zählt und deshalb besonders geeignet ist, den Beamten und Behördenangestellten das nationalsozialistische Gedankengut über die Grundlagen, den Aufbau und die Wirtschaftsordnung des Dritten Reiches zu vermitteln, auch für den bevorstehenden Neudruck vollen Erfolg.“ – Aus dem Geleitwort von Albert Forster (Staatsrat, Gauleiter von Danzig, Leiter der Reichsberufsgruppen in der Deutschen Arbeitsfront): „Das vorliegende Werk für den deutschen Beamten ist auch für die deutschen Behördenangestellten von größter Bedeutung. Sie spielen neben den Beamten in allen Zweigen der Verwaltung eine nicht unbedeutende Rolle. Im Zeitalter des Liberalismus, in dem Standesdünkel und Klassenkampf an der Tagesordnung waren, ist immer versucht worden, Gegensätze zwischen Beamten und Behördenangestellten künstlich zu schaffen. Der nationalsozialistische Staat hat durch die Schaffung der Volksgemeinschaft auch diesem Unfug ein Ende bereitet.“
- Gesetz über die Aufwertung von Hypotheken und anderen Ansprüchen vom 16. Juli 1925. Vahlen, Berlin 1925 (Mitautor: Rudolf Harmening)
- Zur Rationalisierung der Gesetzgebung. Franz Vahlen, Berlin 1928.
- Jahrbuch des Deutschen Rechtes (mit Leo Sternberg). 26. Jahrgang, Bericht über das Jahr 1927, Franz Vahlen, Berlin 1928.
- Das Recht der Neuzeit. Ein Führer durch das geltende Recht des Reichs und Preußens seit 1914 (mit Werner Hoche). Franz Vahlen, Berlin 1932.
- Rechtsvergleichendes Handwörterbuch für das Zivil- und Handelsrecht des In- und Auslandes. 4. Bd.: Gütergemeinschaft auf Todesfall – Kindschaftsrecht. Franz Vahlen, Berlin 1933.
- Die Zinssenkung nach der Verordnung des Reichspräsidenten vom 8. Dezember 1931. Mit einer Einführung und kurzen Erläuterungen. Vahlen, Berlin 1932.
- Das Recht der Neuzeit. Vom Weltkrieg zum nationalsozialistischen Staat. Ein Führer durch das geltende Recht des Reichs und Preußens von 1914 bis 1934. Franz Vahlen, Berlin 1934.
- Was erwarten das deutsche Volk und der deutsche Jurist von der Vereinheitlichung der deutschen Justiz? Vortrag, gehalten in der Bezirksgruppe Köln d. Gaues Köln-Aachen des Bundes Nationalsozialistischer Deutscher Juristen. Vahlen, Berlin 1934.
- Das Wirtschaftsrecht des Dritten Reiches. Vahlen, Berlin 1935, Vortrag geh. in d. Univ. Königsberg am 28. Juni 1935.
- Aktiengesetz. Gesetz über Aktiengesellschaften und Kommanditgesellschaften auf Aktien von 30. Januar 1937 – Kommentar (mit Leo Quassowski). Franz Vahlen, Berlin 1937; 3., ergänzte Auflage. 1939.
- Gesetz über die Angelegenheiten der freiwilligen Gerichtsbarkeit. Heymanns, Köln 1952.
- Das Recht der Gegenwart. Ein Führer durch das in Deutschland geltende Recht (als Herausgeber). Franz Vahlen, Berlin und Frankfurt am Main 1955.
- Seehandelsrecht. Zugleich Ergänzungsband zu Schlegelberger: Kommentar zum Handelsgesetzbuch. Franz Vahlen, Berlin 1959 (mit Rudolf Liesecke).
- Zur Rationalisierung der Gesetzgebung. Franz Vahlen, Berlin 1959.
- Kommentar zum Handelsgesetzbuch in der seit dem 1. Oktober 1937 geltenden Fassung (ohne Seerecht). Erläutert von Ernst Geßler, Wolfgang Hefermehl, Wolfgang Hildebrandt, Georg Schröder. Franz Vahlen, Berlin 1960; 1965; 1966.